# Brigada «Galicia» VII
La Brigada  "Galicia" VII, hasta agosto de 2020 Brigada Orgánica Polivalente "Galicia" VII (BOP VII), hasta 2015 Brigada de Infantería Ligera "Galicia" VII (BRIL VII) y anteriormente Brigada de Infantería Ligera Aerotransportable (BRILAT), es una gran unidad del Ejército de Tierra Español que ha participado y participa en diversas operaciones multinacionales. Se encuentra encuadrada en la División «Castillejos», hasta 2015 Fuerzas Ligeras, de la Fuerza Terrestre del Ejército de Tierra.

## Creación
La Brigada de Infantería Ligera "Galicia" VII fue creada el 24 de enero de 1966 bajo el nombre de Brigada de Infantería Aerotransportable. En el año 1987 comienza el traslado de sus unidades desde La Coruña y Santiago de Compostela a lo que es hoy la "Base General Morillo" de Pontevedra (Pontevedra). En 1988 cambia su denominación a Brigada de Infantería Ligera Aerotransportable e incorpora al Regimiento de Infantería "Príncipe" n.º 3, acuartelado en Siero, Asturias. 
En el año 1994 pasa a formar parte de las FAR (Fuerzas de Acción Rápida) junto con la BRIPAC (paracaidistas), la BRILEG (Legión Española) y el Regimiento de Caballería Ligero Acorazado "Lusitania" n.º 8. En 1996 es renombrada Brigada de Infantería Ligera Aerotransportable "Galicia" VII.
La Brigada fue transformada en polivalente como consecuencia de la reorganización de las Fuerzas Armadas por Orden Ministerial 8/2015 de 22 de enero. La posterior Orden DEF/1265/2015 de 29 de junio determina los regimientos que pasan a depender de esta brigada reorganizada.
A partir de septiembre de 2020 y con motivo de una nueva reorganización del Ejército de Tierra, deja de denominarse Brigada Orgánica Polivalente (BOP), término que se extingue.[cita requerida] Permanece encuadrada en la División "Castillejos".

## Organización
La BRILAT pierde su condición de aerotransportable para pasar a incorporar una unidad mecanizada y ser una Brigada Media. Su última reorganización efectiva ha sido en el año 1997, quedando esta como sigue.
- Mando y Cuartel General.
- Batallón del Cuartel General.
- Regimiento de Infantería "Príncipe" n.º 3
  -  Batallón de Infantería Protegida “San Quintín” I/3.
  -  Batallón de Infantería Protegida “Toledo” II/3.
- Regimiento de Infantería “Isabel la Católica” n.º 29.
  -  Batallón de Infantería Protegida “Zamora” I/29.[4][5]
- Regimiento de caballería «Farnesio» n.º 12 en Santovenia de Pisuerga.
  -  Grupo de Caballería Ligero Acorazado «Santiago» I/12.
- Grupo de Artillería de Campaña VII, con una Batería de misiles SAM.
- Batallón de Zapadores VII.
- Grupo Logístico VII.
- Compañía de Transmisiones n.º 7.

## Mandos
| Jefe de Brigada          | fecha de inicio | fecha de fin |
| ------------------------ | --------------- | ------------ |
| Pedro Herguedas Carpio   | 1997            |              |
| Juan Yagüe Martínez      | 2000            |              |
| Vicente Díaz de Villegas | 2002            |              |
| José Prieto Martínez     | 2006            |              |

## Misiones internacionales
La participación de la BRILAT en misiones internacionales comenzó en 1995 y han discurrido de la siguiente forma:
- Del 7 de abril al 4 de noviembre de 1995, la BRILAT, constituida como la AGT Galicia (Agrupación Táctica Galicia) tomó parte en Bosnia-Herzegovina en la Misión UNPROFOR bajo mandato de la ONU.

- Del 25 de marzo al 14 de agosto de 1997, la BRILAT formó la SPABRI IV, actuando en Bosnia-Herzegovina en el marco de la Misión SFOR bajo mandato de la OTAN.

- Del 26 de julio al 3 de diciembre de 1999, la BRILAT constituyó la SPABRI XI bajo mandato de la OTAN y en la Misión SFOR, volviendo a Bosnia-Herzegovina.

- Del 15 de mayo al 29 de septiembre de 2000, la BRILAT formó la KSPAGT III “Galicia” bajo mandato de la OTAN y en la Misión KFOR, siendo desplegada en la provincia Serbia de Kosovo.

- Del 18 de marzo a septiembre de 2002, la BRILAT constituyó la KSPAGT VII "Galicia", participando en Kosovo en el marco de la Misión KFOR de la OTAN.

- Del 26 de julio al 17 de diciembre de 2003, la BRILAT inteervino en la Operación I/F, en Irak, como integrante de la primera Brigada Española, denominada Brigada Multinacional "Plus Ultra".

- Del 25 de julio al 11 de octubre de 2005, la BRILAT participó en la Operación ISAF, en Afganistán.

- Desde finales de 2005 hasta principios de 2006, actuó con motivo del terremoto del 8 de octubre de 2005, en Pakistán.

- Del 19 de noviembre de 2006 al 5 de marzo de 2007, tomó parte en la OP ASPFOR XV en Afganistán.

- Del 7 de julio de 2007 al 25 de noviembre de 2007, intervino en la OP Libre Hidalgo III en Líbano.

- OMLT-VI de instrucción del ejército afgano, 2008-2009 en Afganistán.

- 2008 Afganistán, OMLT IV

- 2009 Afganistán ASPFOR XXII.

- 2009 Líbano BRILIB VIII.

- 2010 Afganistán OMLT CG.

- 2010 Afganistán ASPFOR XXVII

- 2012 Afganistán ASPFOR XXXII

- 2014 Afganistán ASPFOR XXXVI

- 2014 Malí. EUTM-MALI V

- 2018 Líbano. BRILIB XXX

- 2024 Eslováquia. comando del Multinational Battlegroup Slovakia (MN BG SVK) [10]